# 용월역
용월역(龍月驛)은 경기도 안성군 삼죽면 용월리에 위치했던 안성선의 철도역이다. 

## 연혁
- 1927년 4월 16일 : 영업 개시
- 1944년 12월 1일 : 태평양전쟁으로 안성~장호원간 선로철거로 폐역